# 徳野英治
徳野 英治（とくの えいじ、1954年〈昭和29年〉 - ）は、日本の宗教家。世界平和統一家庭連合の日本統一教会第11代・13代会長、平和大使協議会会長、一般財団法人国際ハイウェイ財団会長を歴任した。

## 経歴
石川県金沢市生まれ。1971年、世界基督教統一神霊協会（統一教会、現世界平和統一家庭連合）入会。富山大学経済学部卒業。全国大学連合原理研究会（CARP)責任者などを歴任。
1995年、日本CARP会長に就任。1998年4月18日、日本純潔同盟（PLA-Japan）が設立。徳野は同団体の会長に就任した。
2000年、日本統一教会副会長に就任。2001年、統一神学大学院（統一神学校）に留学、宗教教育学の修士号を取得。2005年から西アフリカやアフリカ大陸の責任者を歴任。
2008年5月16日に日本統一教会第11代会長に就任。2009年1月8日に一般財団法人国際ハイウェイ財団会長に就任。
同年6月11日、有限会社新世の社長・幹部・販売員5人の計7人が、特定商取引法違反の疑いで逮捕された（新世事件）。信者が逮捕されたことを受け、7月13日、日本統一教会会長を引責辞任。その後はロシアや中国などの責任者を歴任。
2012年12月26日、日本統一教会会長の梶栗玄太郎が腎臓癌のため死去。梶栗の死に伴い、12月29日、同会長に復帰（第13代）した。
2013年6月30日、安倍晋三首相は自民党本部の総裁応接室で、徳野、全国祝福家庭総連合会総会長の宋龍天、国際勝共連合会長の太田洪量と面談した。面談には、萩生田光一、安倍の実弟の岸信夫、国際勝共連合副会長の渡邊芳雄、同団体幹部が同席した。安倍は、4日後に公示を控えた参院選に比例区から立候補する北村経夫の当落予想について徳野、太田らと協議し、徳野に北村の支援を直接依頼した。出席者のあいだで、教団側が全国組織を生かして北村の票の積み上げをすることが確認された。7月1日に日本経済新聞が配信した「30日の首相動静」には「13時9分 萩生田副幹事長、岸信夫衆院議員」とあるのみだった。2024年9月17日付の朝日新聞が安倍ら8人が並んだ記念写真を公表するまで、教団トップの徳野、宋、太田がその場にいたことは伏せられていた。7月21日投開票。北村は知名度も低く「当選には程遠い」と言われていたが、自民党が比例代表で獲得した18議席中、15位で初当選した。
2014年4月1日、神奈川県川崎市宮前区にある統一教会の宮崎台研修センターにおいて、真の家庭運動推進協議会の関連組織の「真の家庭国民運動推進全国会議」の結成式が開催され、徳野は同全国会議の会長に就任した。
2016年6月、安倍首相は、徳野と宋龍天の妻の李海玉を首相官邸に招待した。
2020年10月13日、日本統一教会会長を辞任。同日天議苑苑長に就任。

## 著作
- 『神に帰れ!そこにこそ希望がある!―説教集』光言社、2009年8月
- 『平和の世紀へ―家庭再建・宗教和合への挑戦』賢仁舎、2013年12月